# Чагар (заказник)

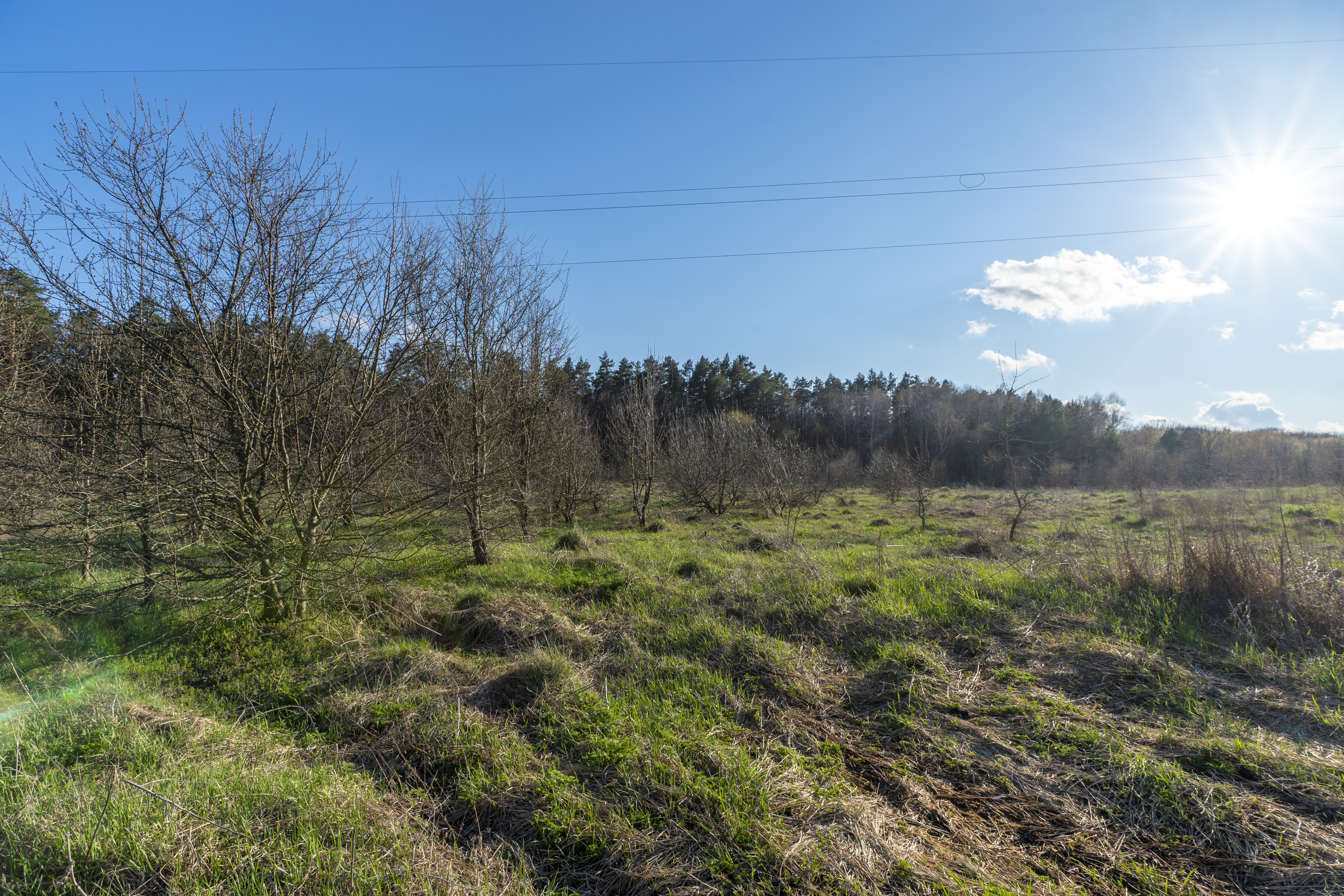

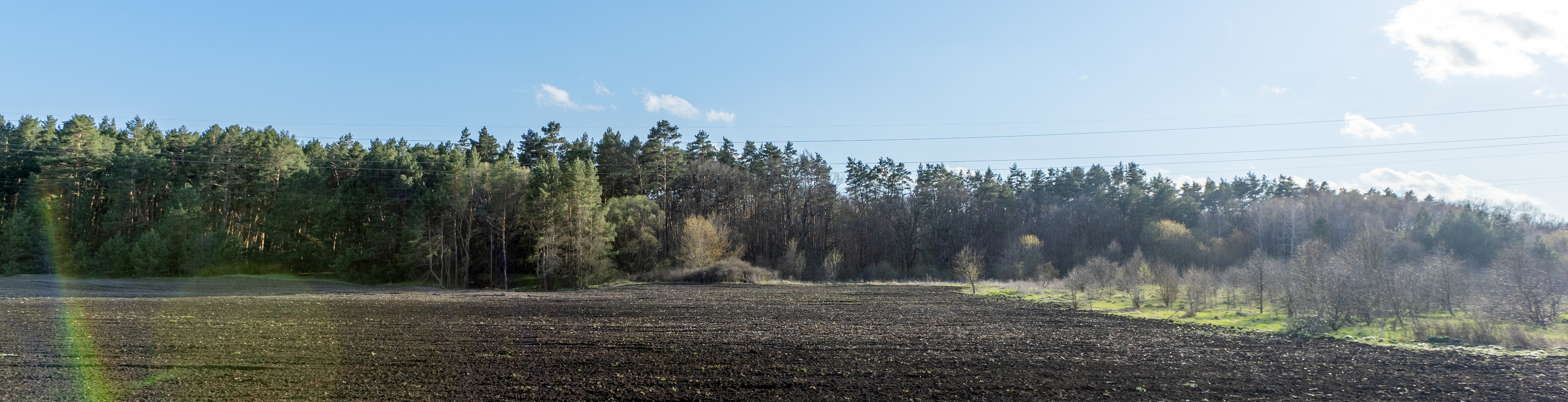

Чагар — ландшафтний заказник місцевого значення. Об'єкт розташований на території Олександрівського району Кіровоградської області, поблизу с. Нижчі Верещаки.
Площа — 71,5 га, статус отриманий у 1993 році.